# George Corral
George Ulises Corral Ang (18 de julio de 1990; Acolman, Estado de México) es un futbolista mexicano, juega de Lateral derecho y actualmente se encuentra sin  equipo. Es hermano de la futbolista Charlyn Corral.

## Trayectoria

### Club América
George Corral salió de Fuerzas Básicas del Club América.
Debutó en 8 de febrero de 2009 en la Primera división en un partido contra Pachuca.

### Chiapas Fútbol Club
El 10 de diciembre de 2011, el Club América no requirió más de sus servicios y lo puso transferible, para el Draft 2012, Jaguares de Chiapas compra al jugador, firmando un contrato por 4 años.

### Querétaro Fútbol Club
Tras finalizar el Clausura 2013 Jaguares de Chiapas, no requirió más de sus servicios y fue comprado por los Gallos Blancos del Querétaro para el Apertura 2013.

## Clubes
| Club                  | País   | Año         |
| --------------------- | ------ | ----------- |
| Club América          | México | 2009 - 2011 |
| Chiapas Fútbol Club   | México | 2012 - 2013 |
| Querétaro Fútbol Club | México | 2013 - 2020 |
| Club Puebla           | México | 2020 - 2023 |

## Estadísticas

### Clubes
Actualizado al último partido jugado el 9 de mayo de 2022.
| C. América · México | 1.ª                 | 2009                | 1   | 0 | -  | - | - | - | 1   | 0 | 0.00 |
| C. América · México | 1.ª                 | 2009-10             | 0   | 0 | -  | - | - | - | 0   | 0 | 0.00 |
| C. América · México | 1.ª                 | 2010-11             | 2   | 0 | -  | - | - | - | 2   | 0 | 0.00 |
| C. América · México | 1.ª                 | 2011                | 9   | 0 | -  | - | - | - | 9   | 0 | 0.00 |
| C. América · México | Total               | Total               | 12  | 0 | 0  | 0 | 0 | 0 | 12  | 0 | 0.00 |
| Chiapas F. C. · México | 1.ª                 | 2012                | 15  | 0 | -  | - | - | - | 15  | 0 | 0.00 |
| Chiapas F. C. · México | 1.ª                 | 2012-13             | 34  | 0 | 1  | 0 | - | - | 35  | 0 | 0.00 |
| Chiapas F. C. · México | Total               | Total               | 49  | 0 | 1  | 0 | 0 | 0 | 50  | 0 | 0.00 |
| Querétaro F. C. · México | 1.ª                 | 2013-14             | 33  | 0 | 3  | 1 | - | - | 36  | 1 | 0.02 |
| Querétaro F. C. · México | 1.ª                 | 2014-15             | 36  | 0 | 5  | 0 | - | - | 41  | 0 | 0.00 |
| Querétaro F. C. · México | 1.ª                 | 2015-16             | 29  | 0 | -  | - | 2 | 0 | 31  | 0 | 0.00 |
| Querétaro F. C. · México | 1.ª                 | 2016-17             | 7   | 0 | 7  | 0 | - | - | 14  | 0 | 0.00 |
| Querétaro F. C. · México | 1.ª                 | 2017-18             | 17  | 0 | 6  | 0 | - | - | 24  | 0 | 0.00 |
| Querétaro F. C. · México | 1.ª                 | 2018-19             | 27  | 0 | 4  | 1 | - | - | 31  | 1 | 0.03 |
| Querétaro F. C. · México | 1.ª                 | 2019-22             | 10  | 1 | 1  | 1 | - | - | 11  | 1 | 0.09 |
| Querétaro F. C. · México | Total               | Total               | 159 | 0 | 26 | 3 | 2 | 0 | 187 | 3 | 0.01 |
| C. Puebla · México | 1.ª                 | 2020-21             | 35  | 1 | -  | - | - | - | 35  | 1 | 0.03 |
| C. Puebla · México | 1.ª                 | 2021-22             | 32  | 2 | -  | - | - | - | 32  | 2 | 0.06 |
| C. Puebla · México | Total               | Total               | 67  | 3 | 0  | 0 | 0 | 0 | 67  | 3 | 0.04 |
| Total en su carrera | Total en su carrera | Total en su carrera | 287 | 3 | 27 | 3 | 2 | 0 | 316 | 6 | 0.02 |
| (1) Incluye datos de Copa México (2013-17). (2) Incluye datos de Liga de Campeones de la Concacaf (2015-16). (3) No incluye goles en partidos amistosos. |                     |                     |     |   |    |   |   |   |     |   |      |

## Selección nacional
| Club               | País   | PJ | Goles | Periodo         |
| ------------------ | ------ | -- | ----- | --------------- |
| Selección Mexicana | México | 1  | 0     | 2015 - Presente |

Después de estar en buen momento con los Gallos blancos del Querétaro, fue convocado por el técnico Miguel Herrera para el amistoso contra Estados Unidos.
Debuta con la Selección mayor el 15 de abril de 2015 ante la Selección de Estados Unidos, jugando 60 minutos.
Miguel Herrera lo llama en la lista preliminar de 30 jugadores para la Copa América 2015, siendo parte de la lista final de 23 jugadores, sin embargo no tuvo minutos de juego.

### Participaciones en Copa América
| Copa              | Sede  | Resultado    |
| ----------------- | ----- | ------------ |
| Copa América 2015 | Chile | Primera Fase |

## Palmarés

### Títulos nacionales
| Título       | Club      | País   | Año  |
| ------------ | --------- | ------ | ---- |
| Copa MX      | Querétaro | México | 2016 |
| Supercopa MX | Querétaro | México | 2017 |